# Jean Calas
Jean Calas (ur. 1698, zm. 10 marca 1762) – kupiec pochodzący z Tuluzy we Francji; torturowany i skazany na karę śmierci za rzekome morderstwo swojego syna, pośmiertnie uznany za niewinnego. Calas był kalwinistą, a jego syn katolikiem, co wzbudziło podejrzenia co do motywów wyroku.
Proces Calasa (fr. Affaire Calas), wraz z kilku podobnymi sprawami (François-Jean de la Barre oraz Pierre-Paul Sirven) stał się symbolem okrucieństw religijnej nietolerancji i fanatyzmu i był omawiany w licznych dziełach literackich, oraz obecny jako negatywny przykład w piśmiennictwie środowisk oświeceniowych.

## Życiorys

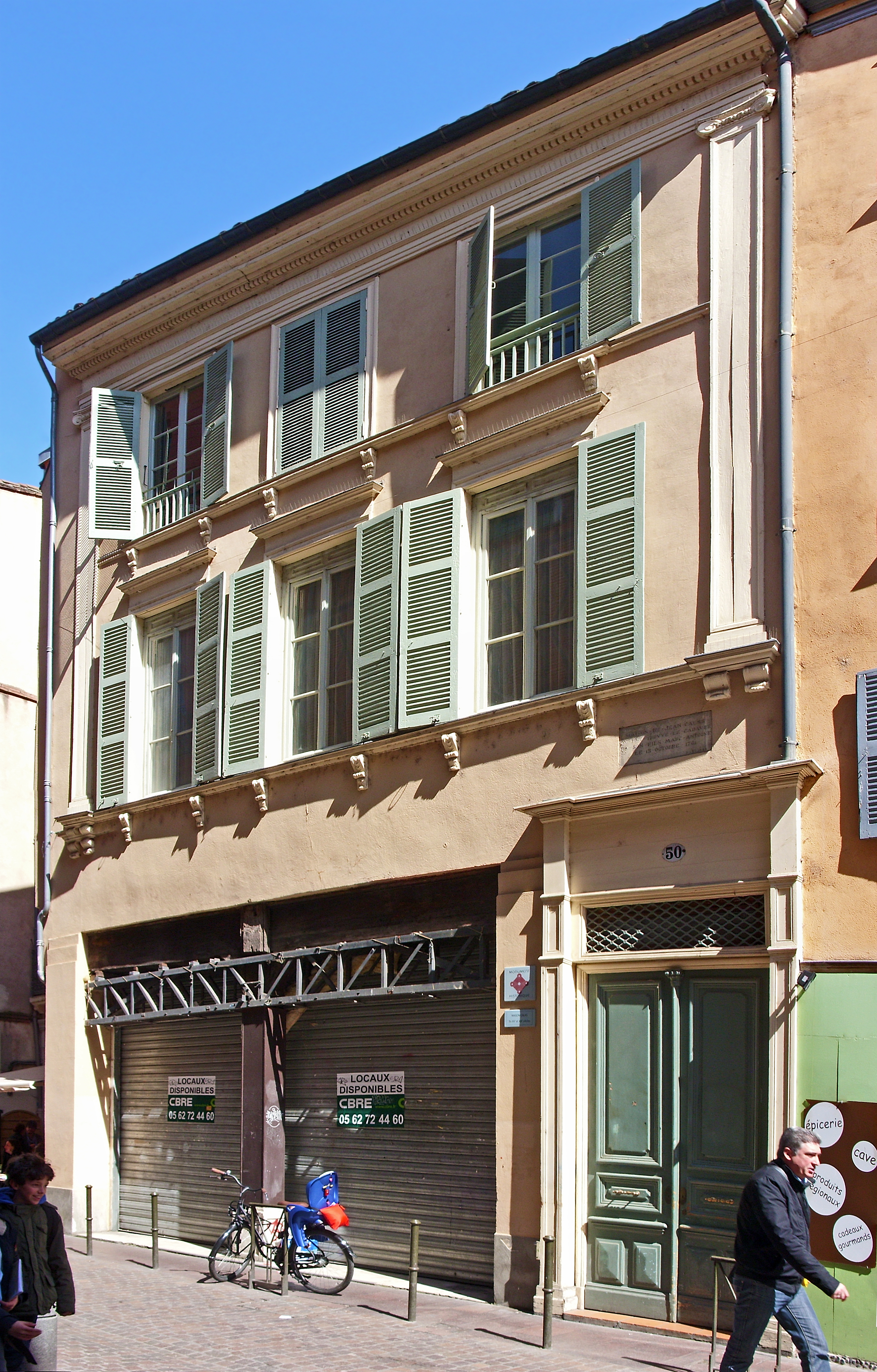
Maison Calas

Calas urodził się w 19 marca 1698 w wiosce Lacabarède. Był drobnym, ale odnoszącym sukcesy handlarzem suknem w Tuluzie. Jego żoną była Rose Anne Cicibel, Angielka pochodząca z rodziny emigrantów, francuskich protestantów. Małżeństwo miało czterech synów i trzy córki.
Cała rodzina wyznawała kalwinizm. Kiedy ok. 1760 Louis (jeden z synów) przeszedł na katolicyzm spotkało się to z wrogością ojca i opuszczeniem domu przez syna. W 1761 wskutek skargi syna do magistratu, Jean musiał zapłacić karę (603 liwrów) za to, że z powodów religijnych pozbawił go środków utrzymania. 
Wkrótce potem, jego starszy syn, Marc-Antoine, powiedział mu, że również chce porzucić kalwinizm na rzecz katolicyzmu. Marc-Antoine nie otrzymał jako protestant specjalnego zaświadczenia od katolickiego duchowieństwa, przez co nie mógł wykonywać wyuczonego zawodu prawnika.
13 października 1761 Marc-Antoine został znaleziony powieszony w sklepie ojca. Rodzina składała w tej sprawie sprzeczne zeznania. Początkowo twierdziła, że został zamordowany, dopiero potem stwierdziła, że jedynie znaleziono zwłoki. Przypuszcza się, że rodzina chciała uniknąć infamii i bezczezczenia zwłok, co następowało w przypadku samobójców.
Pogrzeb Marca-Antoine'a stał się okazją do antykalwińskich manifestacji katolików. Był on kreowany na katolickiego męczennika, ofiarę kalwinizmu, w czym prym wiedli miejscowi dominikanie. Jean Calas został aresztowany i oskarżony o zamordowanie syna. Pozostali członkowie rodziny zostali oskarżeni o współudział. 

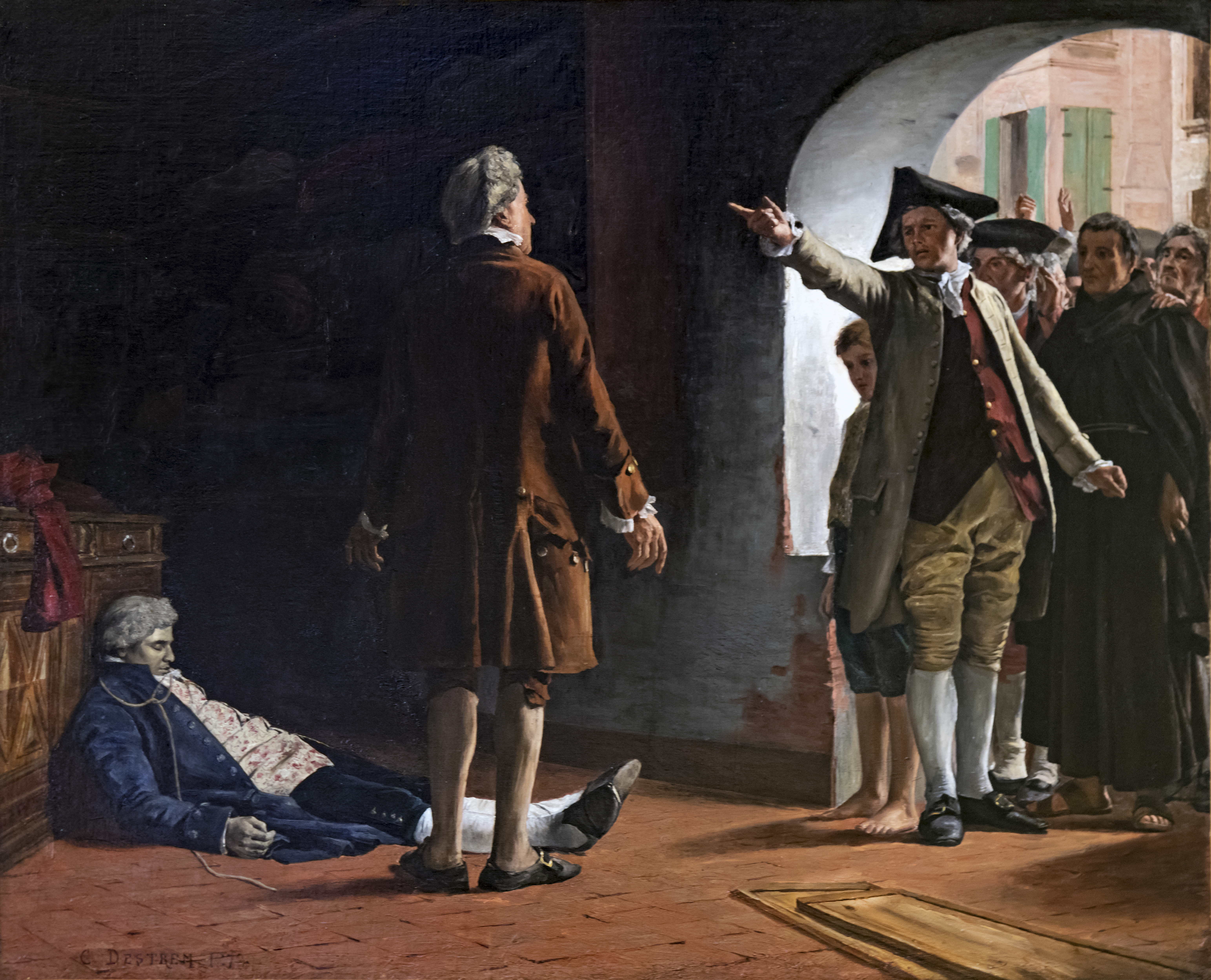
Aresztowanie Calas

W trakcie śledztwa (od października 1761 do lutego 1762) Calas często milczał, a czasami składał sprzeczne zeznania, mówiąc, że Marc-Antoine popełnił samobóstwo, lub że został zamordowany przez nieznanych sprawców. Cały czas podkreślał jednak swoją niewinność. Proces toczył się przed parlamentem w Tuluzie i zakończył się 9 marca 1762 skazaniem Jeana Calasa na śmierć. W skład sądu wchodzili radcy miejscy (7 z 8 głosowało za skazaniem) i stali członkowie parlamentu (11 z 13 z nich głosowało za skazaniem). 
Wyrok opiewał na karę w mękach poprzez łamanie kołem. 10 marca 1762 wyrok wykonano, ciało spalono, a prochy rozrzucono na wietrze. 
Dodatkowo, majątek rodziny Calas został skonfiskowany. Córki zostały oddane na wychowanie do zakonu wizytek. Wdowa Calas wraz z synami uciekła do Genewy.

## Krytyka i uchylenie wyroku
W Genewie, drugi syn Calasa, Donat, zaczął poszukiwać wsparcia dla sprawy ojca u słynnego filozofa Voltaire’a. Oburzony wyrokiem pisarz, uznał sprawę Calasa za przykład fanatyzmu religijnego i podjął działania na rzecz unieważnienia wyroku i wsparcia rodziny zmarłego. Zebrał grono wpływowych osobistości, które zaczęły nagłaśniać "aferę Calasa". Poprzez swojego przyjaciela Charlesa-Augustina d'Argentala poinformował o sprawie księcia Étienne-François de Choiseul, a wkrótce w sprawę zaangażowały się takie postacie jak Jean le Rond d’Alembert, Aimar Nicholaï czy Madame Pompadour. Wdowa Calas przyjechała do Paryża, gdzie spotkała się z życzliwym przyjęciem w towarzystwie. Nagłaśnianie sprawy wspomagała szeroka działalność publicystyczna. Do Voltaira (który opublikował na ten temat Traktat o tolerancji, Sur la tolérance, 1763) dołączyli inni twórcy.
4 czerwca 1764 roku Rada Królewska uchyliła wyrok parlamentu w Tuluzie. 9 marca 1765 roku Calas został oficjalnie uznany za niewinnego. Rodzina odzyskała utracony majątek, a król Ludwik XV udzielił jej wsparcia finansowego.

## Dalsze konsekwencje
Dzięki wpływowi Voltaira sprawa Calasa, stała się symbolem okrucieństw fanatyzmu religijnego i walki o religijną tolerancję, nie tylko w całej Francji ale i w Europie. Zrobiono z niej przykład niesprawiedliwości wyroków parlamentów, co podkopało ich legitymację i doprowadziło do likwidacji w czasach rewolucji francuskiej. W 1793 decyzją Konwentu Narodowego wzniesiono w Tuluzie kolumnę ku czci Calasa. Nie milkły też literackie echa sprawy. W 1790 Jean-Louis Laya opublikował dramat Jean Calas, a w 1791 Auguste-Jacques Lemierre d'Argy dramat Calas, ou le Fanatisme (1791). "Sprawa Calasa" stała się tematem ponad 100 książek. Sprawa Calasa była też tematem dyskusji Accademia dei Pugni - środowiska mediolańskich intelektualistów oświeceniowych. W jej wyniku Cesare Beccaria opublikował w 1766 swój traktat O przestępstwach i karach, który był najbardziej znanym oświeceniowym dziełem nawołującym do reformy systemu karania i zniesienia tortur.  